# Трипплхорн, Джинн
Джинн Мари́ Три́пплхорн (англ. Jeanne Marie Tripplehorn; род. 10 июня 1963, Талса) — американская актриса. Номинантка на премию «Эмми».

## Карьера
В 1990 году Трипплхорн дебютировала на театральной сцене Нью-Йорка, а в 1992 году сыграла роль второго плана в кинофильме «Основной инстинкт» с Майклом Дугласом. Вскоре после этого она сыграла главные женские роли в фильмах «Фирма» с Томом Крузом, и «Водный мир» с Кевином Костнером. В 1997 году вернулась на сцену с ролью в бродвейской постановке «Три сестры», а в дополнение к этому продолжала играть роли второго плана в кино, и главные в независимых фильмах.

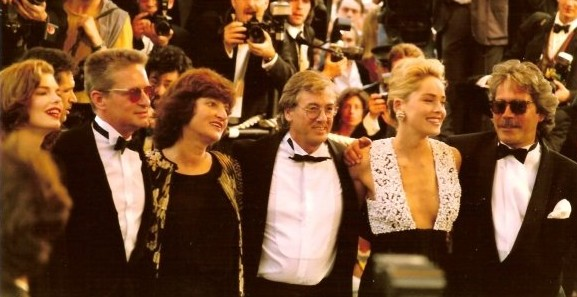
Трипплхорн (крайняя слева) на премьере фильма «Основной инстинкт» в 1992 году

Трипплхорн добилась наибольшего признания благодаря своей роли в сериале канала HBO «Большая любовь», где снималась с 2006 по 2011 год. В 2009 году она получила похвалу от критиков за роль Жаклин Кеннеди Онассис в телефильме «Серые сады». Эта роль принесла ей номинацию на премию «Эмми» за лучшую женскую роль второго плана в мини-сериале или фильме. В 2012 году Трипплхорн присоединилась к сериалу CBS «Мыслить как преступник», в качестве замены для покинувшей шоу Пэйджет Брюстер, где пробыла два сезона, покинув его в 2014 году.

## Личная жизнь
Трипплхорн родилась 10 июня 1963 года в Талсе, штат Оклахома, в семье Сюзанн Фергюсон и Тома Трипплхорна, бывшего гитариста группы Gary Lewis & the Playboys. После окончания школы она работала диджеем на радиостанции KMOD под именем Джини Саммерс.
В начале 1990-х годов Трипплхорн была помолвлена с актёром Беном Стиллером. С 2000 года она замужем за актёром Лилендом Орсером, сын Огаст (род. 2002).

## Фильмография

### Фильмы
| Год  | Название на русском                                     | Название на английском | Роль                       | Примечания             |
| ---- | ------------------------------------------------------- | ---------------------- | -------------------------- | ---------------------- |
| 1992 | Основной инстинкт                                       | Basic Instinct         | Доктор Бет Гарнер          |                        |
| 1993 | Ночь, в которую мы с тобой так никогда и не встретились | The Night We Never Met | Пастел                     |                        |
| 1993 | Фирма                                                   | The Firm               | Эбби Макдир                |                        |
| 1994 | Реальность кусается                                     | Reality Bites          | Шерил Гуд                  | Камео                  |
| 1995 | Водный мир                                              | Waterworld             | Хелен                      |                        |
| 1997 | Ускользающий идеал                                      | 'Til There Was You     | Гвен Мосс                  |                        |
| 1997 | Убийца в офисе                                          | Office Killer          | Нора Рид                   |                        |
| 1998 | Доносчик                                                | Snitch                 | Энни                       |                        |
| 1998 | Осторожно, двери закрываются                            | Sliding Doors          | Лидия                      |                        |
| 1998 | Очень дикие штучки                                      | Very Bad Things        | Лоис Беркоу                |                        |
| 1999 | Голубоглазый Микки                                      | Mickey Blue Eyes       | Джина Витале               |                        |
| 2000 | Укради этот фильм                                       | Steal This Movie       | Джоанна Лоуренсон          |                        |
| 2000 | Таймкод                                                 | Timecode               | Лорен Хэтэуэй              |                        |
| 2000 | Паранойя                                                | Paranoid               | Рэйчел                     |                        |
| 2000 | Голубая кровь                                           | Relative Values        | Миранда Фрэйл / Фрида Бирч |                        |
| 2002 | Унесённые                                               | Swept Away             | Марина                     |                        |
| 2005 | Магнаты                                                 | The Moguls             | Тельма                     |                        |
| 2007 | Капкан                                                  | The Trap               | Мэгги                      | Короткометражный фильм |
| 2008 | Полёт длиною в жизнь                                    | Winged Creatures       | Дорис Хэген                |                        |
| 2010 | Сумасшедший на воле                                     | Crazy on the Outside   | Анджела Пападополус        |                        |
| 2010 | Утро                                                    | Morning                | Элис                       |                        |
| 2012 | Идеальный мужчина                                       | A Perfect Man          | Нина                       |                        |
| 2017 | Маленький розовый дом                                   | Little Pink House      | Шарлотта Уэллс             |                        |
| 2018 | Глория Белл                                             | Gloria Bell            | Фиона                      |                        |
| 2020 | Ана                                                     | Ana                    | Хелен                      |                        |

### Телевидение
| Год       | Название на русском            | Название на английском      | Роль                   | Примечания |
| --------- | ------------------------------ | --------------------------- | ---------------------- | --- |
| 1991      | Идеальная дань                 | The Perfect Tribute         | Джулия                 | Телефильм |
| 1992      | Шоу Бена Стиллера              | The Ben Stiller Show        | Гоо                    | 3 эпизода |
| 1996      | Господин Шоу с Бобом и Дэвидом | Mr. Show with Bob and David | Певица                 | 1 эпизод |
| 1997      | Старик                         | Old Man                     | Эдди Ребекка Брис      | Телефильм |
| 2002      | Хранитель моего брата          | Brother’s Keeper            | Люсинда Понд           | Телефильм |
| 2003      | Фрейзер                        | Frasier                     | Челси                  | 1 эпизод |
| 2003      | Слово чести                    | Word of Honor               | Майор Карен Харпер     | Телефильм |
| 2006—2011 | Большая любовь                 | Big Love                    | Барбара Хенриксон      | Регулярная роль, 53 эпизода Номинация — Премия «Спутник» за лучшую женскую роль в телевизионном сериале — драма (2006, 2007) |
| 2009      | Серые сады                     | Grey Gardens                | Жаклин Кеннеди Онассис | Телефильм Номинация — Премия «Эмми» за лучшую женскую роль второго плана в мини-сериале или фильме                           |
| 2011      | Пять                           | Five                        | Доктор Перл Джаренте   | Телефильм |
| 2012      | Новенькая                      | New Girl                    | Ойли                   | 2 эпизода |
| 2012      | Электрический город            | Electric City               | Хоуп                   | Озвучивание, 20 эпизодов |
| 2012—2014 | Мыслить как преступник         | Criminal Minds              | Алекс Блейк            | Регулярная роль, 48 эпизодов (начиная с 8 сезона)                                                                            |
| 2020      | Миссис Америка                 | Mrs. America                | Элеанор Шлэфли         | |
| 2022      | Список смертников              | The Terminal List           | Лоррейн Хартли         | 7 эпизодов |